# 釧路ガス
釧路ガス株式会社（くしろガス）は、北海道釧路市に本社を置く、日本の都市ガスを主力とするエネルギー販売会社である。釧路市、釧路郡釧路町において都市ガス事業を展開している。

## 沿革
- 1935年2月22日 - 釧路瓦斯株式会社として設立。
- 1936年11月 - 991軒への供給で事業開始。
- 1990年7月1日 - 現社名に変更。
- 2008年3月 - 天然ガス転換作業開始。
- 2009年8月 - 天然ガス転換完了。
- 2011年9月1日 - ホームページ開設。

## 特色
- 釧路では地震が多く、地震対策に多大な労力を要している。[要出典]
- 経済産業省によって2020年度、2022年度、2023年度、2024年度の健康経営優良法人に認定されている[1][2]。

## 関連企業
- 釧路コールマイン
- 丸三鶴屋(廃業)